# Vorona
Vorona là một xã thuộc hạt Botoșani, România. Dân số thời điểm năm 2002 là 8040 người.